# Tilmann Lahme

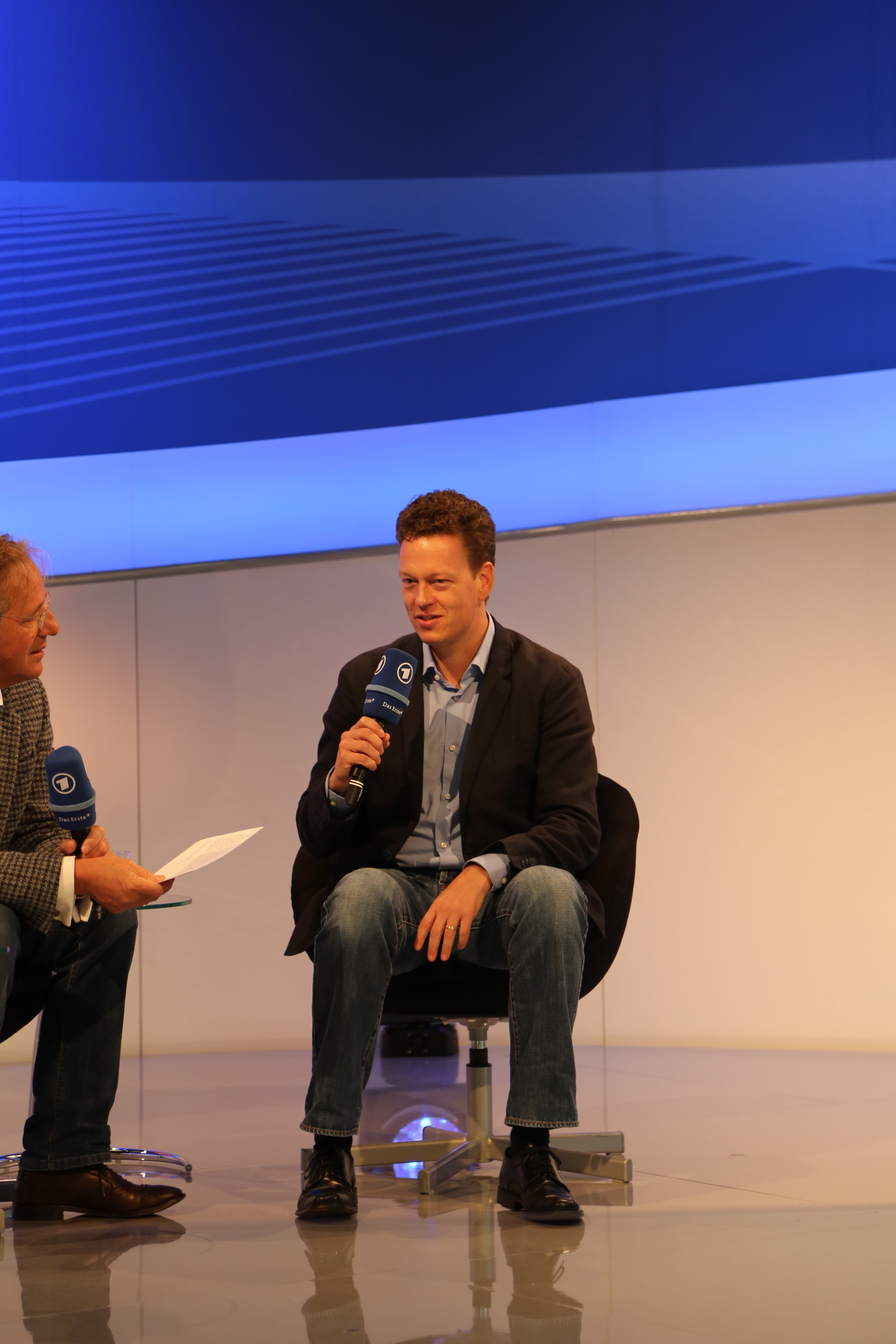
Tilmann Lahme bei der Frankfurter Buchmesse 2016

Tilmann Lahme (* 1974 in Erlangen) ist ein deutscher Autor und Literaturhistoriker.
Lahme studierte Germanistik, Geschichte und Philosophie in Kiel und Bern. Nach dem Ersten Staatsexamen 2001 verfasste er zunächst eine Dissertation über Golo Mann, mit der er 2007 zum Dr. phil. promoviert wurde. 2010 legte er sein Zweites Staatsexamen ab.
Nach diversen journalistischen Beiträgen für Zeitungen und Radio (Radio Nora, NDR, Deutschlandradio Kultur) war Lahme ab 2005 für die Frankfurter Allgemeine Zeitung tätig, von 2006 bis 2008 als Redakteur im Feuilleton.
Von 2010 bis 2014 war Lahme in Göttingen Gymnasiallehrer für Deutsch und Geschichte. An der Universität Göttingen hatte er 2010/11 die Gastprofessur für Literaturkritik inne. Von 2014 bis 2022 lehrte Lahme auf einer Professur für Literaturwissenschaft an der Leuphana in Lüneburg. Seither ist er freier Autor.
Lahme ist Autor zahlreicher Veröffentlichungen über die Familie Mann, im Mai 2025 legte er eine neue Thomas-Mann-Biografie vor.

## Bücher
- Golo Mann, Biografie, S. Fischer 2009
- Die Manns, Geschichte einer Familie, S. Fischer 2015
- Hg.: Die Briefe der Manns, Ein Familienporträt, S. Fischer 2016
- Thomas Mann: Ein Leben, Deutscher Taschenbuch-Verlag (München), ISBN 978-3-423-44789-8